# Elecciones estatales de Mecklemburgo-Pomerania Occidental de 1990
Las Elecciones estatales de Mecklemburgo-Pomerania Occidental de 1990 tuvieron lugar el 14 de octubre de 1990 en el estado federado alemán de Mecklemburgo-Pomerania Occidental, para elegir a los sesenta y seis miembros de la primera legislatura del Landtag.

## Antecedentes
Las primeras elecciones libres y democráticas al parlamento regional de Mecklemburgo-Pomerania Occidental fueron convocadas, al igual que los otros cuatro nuevos Estados federados alemanes, sobre la base de la "Ley sobre la elección de Parlamentos Estatales de la República Democrática Alemana", aprobada el 22 de julio de 1990 por la Volkskammer de Alemania del Este.

### Legislación
Cada elector tenía dos votos, uno para votar por un candidato en un distrito electoral y el otro para votar por una lista presentada por cada partido, a nivel regional y con tantos candidatos como escaños.  Los puestos se distribuyeron de acuerdo con el escrutinio proporcional plurinominal para las listas que habían obtenido al menos el 5% de los votos emitidos o al menos tres mandatos directos. La duración de la legislatura se fijó en cuatro años y el número de miembros en setenta y seis. Para poder sufragar, el elector debía haber residido por lo menos tres meses en el estado.

### Situación política
La elección se llevó a cabo el 14 de octubre de 1990, once días después de la reunificación alemana y seis semanas antes de la elección federal del 2 de diciembre. 
La Democracia Cristiana nominó a Alfred Gomolka como su candidato. Los socialdemócratas, por su parte, nombraron a Klaus Klingner, Ministro de Justicia de Schleswig-Holstein.
Durante la campaña, la CDU pudo beneficiarse de los dos partidos orientales que se habían integrado a ella: del ex "partido títere" de la República Democrática Alemana, la Unión Demócrata Cristiana (RDA) y el Partido Democrático Campesino de Alemania (DBD). Lo mismo ocurrió con el Partido Democrático Liberal (FDP), que se basaba en el Partido Liberal Democrático de Alemania (LDPD) y en el Partido Nacional Democrático de Alemania (NDPD). La Democracia Cristiana también recibió el apoyo voluntario del canciller Helmut Kohl, muy popular por el éxito de la reunificación. En respuesta, el SPD y los movimientos ciudadanos, que se habían formado como oposición a la RDA, tenían pocos recursos.
El ex ministro sin cartera de la RDA  Klaus Schlüter se presentó como candidato de los Verdes.

## Resultados
Los resultados fueron:
| Partido                        | Partido                                   | %                              | Escaños |
| ------------------------------ | ----------------------------------------- | ------------------------------ | ------- |
|                                | Unión Demócrata Cristiana (CDU)           | 38,3 %                         | 29      |
|                                | Partido Socialdemócrata de Alemania (SPD) | 27,0 %                         | 21      |
|                                | Partido del Socialismo Democrático (PDS)  | 15,7 %                         | 12      |
|                                | Partido Democrático Liberal (FDP)         | 5,5 %                          | 4       |
|                                | Alianza 90/Los Verdes (Die Grünen)        | 4,2 %                          | 0       |
|                                | Foro Nuevo (NF)                           | 2,9 %                          | 0       |
|                                | Alianza 90 (Bü90)                         | 2,2 %                          | 0       |
| TOTAL (participación : 64,8 %) | TOTAL (participación : 64,8 %)            | TOTAL (participación : 64,8 %) | 66      |

### Análisis
Como era de esperar, la CDU se convirtió en la primera fuerza política en el parlamento regional. Sin embargo, el Parlamento terminó en una situación de bloqueo, ya que la coalición CDU/FDP tenía 33 escaños, al igual que la coalición SPD/PDS. Por otra parte, los movimientos ciudadanos recogieron todos juntos el 9,3% de los votos entre tres listas distintas, por lo que ninguno de ellos llegó a estar representado en el  parlamento de Mecklemburgo-Pomerania Occidental. La participación fue de un 64,8%, una cifra baja considerando que en las elecciones de Alemania Oriental del 18 de marzo de 1990 la participación había llegado al 92,9% en Mecklemburgo-Pomerania Occidental.

### Consecuencias
Tras la decisión de Wolfgang Schulz, líder del SPD, de que su partido serviría como una organización independiente, la CDU y el FDP, que había superado por poco la barrera de 5%, formaron una coalición negro-amarilla, con Alfred Gomolka  en el cargo de Primer Ministro. Este, sin embargo, se vio obligado a dimitir el 15 de marzo de 1992, después de un fallido voto de confianza no facilitado por los miembros de su partido, los cuales se hallaban en contra de la oposición de Gomolka a la privatización de los astilleros. Fue reemplazado cuatro días más tarde por Berndt Seite. En cuanto a Klaus Klingner, renunció a sentarse en el parlamento regional, para continuar con su cargo ministerial en el gobierno de Schleswig-Holstein.